# 梭形细胞脂肪瘤
梭形细胞脂肪瘤（spindle cell lipoma）是一种无症状、生长缓慢的皮下肿瘤，多見於老年男性的背部、颈部和肩部。:625

## 另見
- 皮膚病列表